# Чемпионат СССР по водному поло 1983/1984
XLIV чемпионат СССР по водному поло (XL чемпионат для клубных команд) проходил с 21 декабря 1983 года по 31 октября 1984 года. Победителем турнира стала команда ЦСК ВМФ.

## Общая информация
В чемпионате высшей лиги участвовали 12 команд. На предварительном этапе они сыграли в один круг, после чего разделились на две шестёрки, в рамках которых провели финальные турниры в два круга с учётом всех результатов предварительной стадии. При равенстве очков у двух команд преимущество получала победительница во встрече между ними, а при равенстве очков у трёх и более команд главным критерием являлась разность заброшенных и пропущенных мячей. Матчи первого круга финального этапа, которые должны были состояться 11—12 февраля, были перенесены на 24—25 октября из-за похорон Юрия Андропова.
Четвёртый сезон подряд борьба за медали развернулась между командами ЦСК ВМФ, «Динамо» (Алма-Ата), «Динамо» (Москва) и МГУ. За тур до окончания чемпионата моряки вновь стали чемпионами страны, а казахские ватерполисты, сумевшие их обыграть в обеих встречах финального этапа, в решающем для себя матче победили ватерполистов МГУ и завоевали серебряные награды. Студенты, впервые выступавшие под руководством Валерия Пушкарёва, замкнули тройку призёров.
Двукратный олимпийский чемпион, капитан ЦСК ВМФ и сборной СССР Александр Кабанов провёл последний сезон в своей игровой карьере и стал десятикратным чемпионом страны, повторив достижения Петра Мшвениерадзе и Александра Долгушина. Рекордсменом по числу побед в союзных чемпионатах остался Анатолий Карташов, выигравший в период с 1955 по 1969 год 11 титулов.
Московское «Торпедо», за которое в этом сезоне выступали такие опытные игроки, как Владимир Жмудский, Майт Рийсман, Шалва Бреус, не сумело сохранить своё место в высшей лиге и в следующем чемпионате уступило его победителю первой лиги — харьковскому «Локомотиву».

## Предварительные игры

### Турнирная таблица
|                          | 1     | 2     | 3     | 4     | 5     | 6     | 7    | 8     | 9     | 10    | 11    | 12    | И  | В  | Н | П | М      | О  |
| ------------------------ | ----- | ----- | ----- | ----- | ----- | ----- | ---- | ----- | ----- | ----- | ----- | ----- | -- | -- | - | - | ------ | -- |
| 1. ЦСК ВМФ (Москва)      |       | 10:8  | 7:7   | 11:10 | 15:12 | 7:6   | 10:7 | 11:8  | 11:7  | 8:3   | 11:7  | 11:10 | 11 | 10 | 1 | 0 | 112:85 | 21 |
| 2. «Динамо» (Алма-Ата)   | 8:10  |       | 10:11 | 11:10 | 7:6   | 11:3  | 5:5  | 8:6   | 11:5  | 10:7  | 12:7  | 12:11 | 11 | 8  | 1 | 2 | 105:81 | 17 |
| 3. «Динамо» (Москва)     | 7:7   | 11:10 |       | 7:8   | 6:6   | 11:11 | 9:2  | 11:7  | 14:11 | 9:6   | 8:6   | 11:10 | 11 | 7  | 3 | 1 | 104:84 | 17 |
| 4. МГУ (Москва)          | 10:11 | 10:11 | 8:7   |       | 9:5   | 5:5   | 10:9 | 12:10 | 14:13 | 10:9  | 11:7  | 11:7  | 11 | 8  | 1 | 2 | 110:94 | 17 |
| 5. «Балтика» (Ленинград) | 12:15 | 6:7   | 6:6   | 5:9   |       | 9:3   | 7:7  | 7:6   | 5:5   | 5:6   | 10:7  | 6:4   | 11 | 4  | 3 | 4 | 78:75  | 11 |
| 6. «Динамо» (Киев)       | 6:7   | 3:11  | 11:11 | 5:5   | 3:9   |       | 7:7  | 6:6   | 9:8   | 14:12 | 8:6   | 7:7   | 11 | 3  | 5 | 3 | 79:89  | 11 |
| 7. «Динамо» (Львов)      | 7:10  | 5:5   | 2:9   | 9:10  | 7:7   | 7:7   |      | 7:5   | 12:9  | 8:9   | 10:7  | 8:8   | 11 | 3  | 4 | 4 | 82:86  | 10 |
| 8. «Торпедо» (Москва)    | 8:11  | 6:8   | 7:11  | 10:12 | 6:7   | 6:6   | 5:7  |       | 10:7  | 8:7   | 7:6   | 8:8   | 11 | 3  | 2 | 6 | 81:90  | 8  |
| 9. ККФ (Баку)            | 7:11  | 5:11  | 11:14 | 13:14 | 5:5   | 8:9   | 9:12 | 7:10  |       | 13:10 | 5:5   | 10:7  | 11 | 2  | 2 | 7 | 93:108 | 6  |
| 10. «Динамо» (Тбилиси)   | 3:8   | 7:10  | 6:9   | 9:10  | 6:5   | 12:14 | 9:8  | 7:8   | 10:13 |       | 10:10 | 10:10 | 11 | 2  | 2 | 7 | 89:105 | 6  |
| 11. «Москвич» (Москва)   | 7:11  | 7:12  | 6:8   | 7:11  | 7:10  | 6:8   | 7:10 | 6:7   | 5:5   | 10:10 |       | 7:6   | 11 | 1  | 2 | 8 | 75:98  | 4  |
| 12. «Мехнат» (Ташкент)   | 10:11 | 11:12 | 10:11 | 7:11  | 4:6   | 7:7   | 8:8  | 8:8   | 7:10  | 10:10 | 6:7   |       | 11 | 0  | 4 | 7 | 88:101 | 4  |

### Матчи
Москва, бассейн спорткомплекса «Олимпийский»
1-й тур. 21 декабря
- МГУ — ККФ — 14:13
- ЦСК ВМФ — «Динамо» К — 7:6
- «Торпедо» — «Динамо» Тб — 8:7

2-й тур. 22 декабря
- ЦСК ВМФ — «Динамо» Тб — 8:3
- «Динамо» К — ККФ — 9:8
- МГУ — «Торпедо» — 12:10

3-й тур. 23 декабря
- «Торпедо» — ККФ — 10:7
- «Динамо» К — «Динамо» Тб — 14:12
- ЦСК ВМФ — МГУ — 11:10

4-й тур. 24 декабря
- «Торпедо» — «Динамо» К — 6:6
- МГУ — «Динамо» Тб — 10:9
- ЦСК ВМФ — ККФ — 11:7

5-й тур. 25 декабря
- ККФ — «Динамо» Тб — 13:10
- ЦСК ВМФ — «Торпедо» — 11:8
- «Динамо» К — МГУ — 5:5

Ленинград, бассейн «Спартак»
1-й тур. 21 декабря
- «Динамо» М — «Динамо» А-А — 11:10
- «Динамо» Лв — «Москвич» — 10:7
- «Балтика» — «Мехнат» — 6:4

2-й тур. 22 декабря
- «Динамо» Лв — «Мехнат» — 8:8
- «Динамо» А-А — «Москвич» — 12:7
- «Динамо» М — «Балтика» — 6:6

3-й тур. 23 декабря
- «Москвич» — «Мехнат» — 7:6
- «Динамо» М — «Динамо» Лв — 9:2
- «Динамо» А-А — «Балтика» — 7:6

4-й тур. 24 декабря
- «Динамо» М — «Мехнат» — 11:10
- «Динамо» Лв — «Динамо» А-А — 5:5
- «Балтика» — «Москвич» — 10:7

5-й тур. 25 декабря
- «Динамо» А-А — «Мехнат» — 12:11
- «Динамо» М — «Москвич» — 8:6
- «Балтика» — «Динамо» Лв — 7:7

Тбилиси, республиканский бассейн
6-й тур. 6 января
- «Динамо» Лв — «Торпедо» — 7:5
- МГУ — «Москвич» — 11:7
- «Динамо» А-А — «Динамо» Тб — 10:7

7-й тур. 7 января
- «Торпедо» — «Москвич» — 7:6
- «Динамо» А-А — МГУ — 11:10
- «Динамо» Тб — «Динамо» Лв — 9:8

8-й тур. 8 января
- МГУ — «Динамо» Лв — 10:9
- «Динамо» А-А — «Торпедо» — 8:6
- «Москвич» — «Динамо» Тб — 10:10

Баку, бассейн бакинского гарнизона
6-й тур. 6 января
- «Динамо» К — «Динамо» М — 11:11
- ЦСК ВМФ — «Балтика» — 15:12
- ККФ — «Мехнат» — 10:7

7-й тур. 7 января
- ЦСК ВМФ — «Мехнат» — 11:10
- «Балтика» — «Динамо» К — 9:3
- «Динамо» М — ККФ — 14:11

8-й тур. 8 января
- «Мехнат» — «Динамо» К — 7:7
- «Динамо» М — ЦСК ВМФ — 7:7
- «Балтика» — ККФ — 5:5

Киев, Дворец водных видов спорта ДОСААФ
9-й тур. 22 января
- ЦСК ВМФ — «Динамо» Лв — 10:7
- ККФ — «Москвич» — 5:5
- «Динамо» А-А — «Динамо» К — 11:3

10-й тур. 23 января
- ЦСК ВМФ — «Москвич» — 11:7
- «Динамо» А-А — ККФ — 11:5
- «Динамо» К — «Динамо» Лв — 7:7

11-й тур. 24 января
- «Динамо» Лв — ККФ — 12:9
- «Динамо» К — «Москвич» — 8:6
- ЦСК ВМФ — «Динамо» А-А — 10:8

Ташкент, Дворец водного спорта имени В. Митрофанова
9-й тур. 22 января
- «Динамо» М — «Динамо» Тб — 9:6
- «Балтика» — «Торпедо» — 7:6
- МГУ — «Мехнат» — 11:7

10-й тур. 23 января
- «Динамо» Тб — «Балтика» — 6:5
- МГУ — «Динамо» М — 8:7
- «Торпедо» — «Мехнат» — 8:8

11-й тур. 24 января
- МГУ — «Балтика» — 9:5
- «Динамо» М — «Торпедо» — 11:7
- «Мехнат» — «Динамо» Тб — 10:10

## Финал за 1—6-е места
Матчи прошли в Москве в бассейне спорткомплекса «Олимпийский».

### Турнирная таблица
|                          | 1          | 2         | 3         | 4          | 5         | 6          | И  | В  | Н | П  | М       | О  |
| ------------------------ | ---------- | --------- | --------- | ---------- | --------- | ---------- | -- | -- | - | -- | ------- | -- |
| 1. ЦСК ВМФ (Москва)      |            | 7:8 8:10  | 9:8 11:8  | 10:9 10:10 | 9:8 4:5   | 9:6 12:4   | 21 | 16 | 2 | 3  | 201:161 | 34 |
| 2. «Динамо» (Алма-Ата)   | 8:7 10:8   |           | 8:10 6:5  | 9:7 9:8    | 10:8 11:8 | 14:11 5:7  | 21 | 16 | 1 | 4  | 195:160 | 33 |
| 3. МГУ (Москва)          | 8:9 8:11   | 10:8 5:6  |           | 11:9 8:6   | 12:7 10:9 | 12:7 11:9  | 21 | 15 | 1 | 5  | 205:175 | 31 |
| 4. «Динамо» (Москва)     | 9:10 10:10 | 7:9 8:9   | 9:11 6:8  |            | 8:7 12:12 | 14:8 13:12 | 21 | 10 | 5 | 6  | 200:180 | 25 |
| 5. «Динамо» (Киев)       | 8:9 5:4    | 8:10 8:11 | 7:12 9:10 | 7:8 12:12  |           | 6:7 10:9   | 21 | 5  | 6 | 10 | 159:181 | 16 |
| 6. «Балтика» (Ленинград) | 6:9 4:12   | 11:14 7:5 | 7:12 9:11 | 8:14 12:13 | 7:6 9:10  |            | 21 | 6  | 3 | 12 | 158:181 | 15 |

### Матчи
12-й тур. 8 февраля
- МГУ — «Балтика» — 12:7
- ЦСК ВМФ — «Динамо» М — 10:9
- «Динамо» А-А — «Динамо» К — 10:8

13-й тур. 9 февраля
- «Динамо» А-А — ЦСК ВМФ — 8:7
- «Динамо» М — «Балтика» — 14:8
- МГУ — «Динамо» К — 12:7

14-й тур. 10 февраля
- «Балтика» — «Динамо» К — 7:6
- «Динамо» А-А — «Динамо» М — 9:7
- ЦСК ВМФ — МГУ — 9:8

15-й тур. 24 октября
- «Динамо» М — «Динамо» К — 8:7
- МГУ — «Динамо» А-А — 10:8
- ЦСК ВМФ — «Балтика» — 9:6

16-й тур. 25 октября
- «Динамо» А-А — «Балтика» — 14:11
- ЦСК ВМФ — «Динамо» К — 9:8
- МГУ — «Динамо» М — 11:9

17-й тур. 26 октября
- МГУ — «Балтика» — 11:9
- ЦСК ВМФ — «Динамо» М — 10:10
- «Динамо» А-А — «Динамо» К — 11:8

18-й тур. 27 октября
- «Динамо» А-А — ЦСК ВМФ — 10:8
- «Динамо» М — «Балтика» — 13:12
- МГУ — «Динамо» К — 10:9

19-й тур. 29 октября
- «Динамо» К — «Балтика» — 10:9
- «Динамо» А-А — «Динамо» М — 9:8
- ЦСК ВМФ — МГУ — 11:8

20-й тур. 30 октября
- «Динамо» К — «Динамо» М — 12:12
- «Динамо» А-А — МГУ — 6:5
- ЦСК ВМФ — «Балтика» — 12:4

21-й тур. 31 октября
- «Балтика» — «Динамо» А-А — 7:5
- «Динамо» К — ЦСК ВМФ — 5:4
- МГУ — «Динамо» М — 8:6

## Финал за 7—12-е места
Матчи 12—14-го туров прошли в Тбилиси, остальные — в Ташкенте.

### Турнирная таблица
|                        | 7         | 8          | 9          | 10       | 11        | 12        | И  | В | Н | П  | М       | О  |
| ---------------------- | --------- | ---------- | ---------- | -------- | --------- | --------- | -- | - | - | -- | ------- | -- |
| 7. «Динамо» (Львов)    |           | 9:9 8:8    | 6:6 8:8    | 6:6 9:11 | 11:5 8:10 | 8:6 9:5   | 21 | 6 | 9 | 6  | 164:160 | 21 |
| 8. ККФ (Баку)          | 9:9 8:8   |            | 10:12 10:7 | 7:10 7:7 | 9:9 18:14 | 11:8 14:7 | 21 | 6 | 6 | 9  | 196:199 | 18 |
| 9. «Динамо» (Тбилиси)  | 6:6 8:8   | 12:10 7:10 |            | 8:8 10:8 | 9:9 8:8   | 10:2 6:7  | 21 | 5 | 7 | 9  | 173:181 | 17 |
| 10. «Москвич» (Москва) | 6:6 11:9  | 10:7 7:7   | 8:8 8:10   |          | 5:6 7:7   | 8:6 10:8  | 21 | 5 | 6 | 10 | 155:172 | 16 |
| 11. «Мехнат» (Ташкент) | 5:11 10:8 | 9:9 14:18  | 9:9 8:8    | 6:5 7:7  |           | 8:8 11:7  | 21 | 3 | 9 | 9  | 175:191 | 15 |
| 12. «Торпедо» (Москва) | 6:8 5:9   | 8:11 7:14  | 2:10 7:6   | 6:8 8:10 | 8:8 7:11  |           | 21 | 4 | 3 | 14 | 145:185 | 11 |

### Матчи
12-й тур. 8 февраля
- ККФ — «Торпедо» — 11:8
- «Москвич» — «Динамо» Лв — 6:6
- «Динамо» Тб — «Мехнат» — 9:9

13-й тур. 9 февраля
- «Мехнат» — «Москвич» — 6:5
- «Динамо» Лв — ККФ — 9:9
- «Динамо» Тб — «Торпедо» — 10:2

14-й тур. 10 февраля
- «Динамо» Лв — «Мехнат» — 11:5
- «Москвич» — «Торпедо» — 8:6
- «Динамо» Тб — ККФ — 12:10

15-й тур. 24 октября
- «Москвич» — ККФ — 10:7
- «Торпедо» — «Мехнат» — 8:8
- «Динамо» Тб — «Динамо» Лв — 6:6

16-й тур. 25 октября
- «Динамо» Тб — «Москвич» — 8:8
- «Динамо» Лв — «Торпедо» — 8:6
- «Мехнат» — ККФ — 9:9

17-й тур. 26 октября
- ККФ — «Торпедо» — 14:7
- «Москвич» — «Динамо» Лв — 11:9
- «Мехнат» — «Динамо» Тб — 8:8

18-й тур. 27 октября
- «Динамо» Лв — ККФ — 8:8
- «Торпедо» — «Динамо» Тб — 7:6
- «Москвич» — «Мехнат» — 7:7

19-й тур. 29 октября
- «Москвич» — «Торпедо» — 10:8
- ККФ — «Динамо» Тб — 10:7
- «Мехнат» — «Динамо» Лв — 10:8

20-й тур. 30 октября
- ККФ — «Москвич» — 7:7
- «Динамо» Тб — «Динамо» Лв — 8:8
- «Мехнат» — «Торпедо» — 11:7

21-й тур. 31 октября
- ККФ — «Мехнат» — 18:14
- «Динамо» Тб — «Москвич» — 10:8
- «Динамо» Лв — «Торпедо» — 9:5

## Призёры
ЦСК ВМФ: Александр Бойко, Сергей Бычков, Александр Галкин, Алексей Гаргонов, Александр Кабанов, Александр Клеймёнов, Сергей Кузнецов, Сергей Маркоч, Михаил Новиков, Вячеслав Оботков, Андрей Павлов, Сергей Рудаков, Андрей Семёнов, Николай Слюсаренко, Вячеслав Собченко, Александр Третьяков, Е. Штарков. Тренер — Александр Шидловский.
 «Динамо» (Алма-Ата): Ерлан Аяпбергенов, Игорь Баюнов, Павел Волков, П. Гончаров, Сергей Котенко, Е. Ковалёв, Николай Лошкин, Валерий Машин, Нурлан Мендыгалиев, Аскар Оразалинов, Игорь Пивоваров, Александр Полухин, Сергей Севостьянов, Ю. Страхов, Ю. Хакилиди, Сергей Щербаков. Тренер — Станислав Пивоваров.
 МГУ: М. Борисов, Алексей Бурков, М. Воронков, Андрей Желнов, Олег Жолобов, Александр Зеленчев, Георгий Крупин, Сергей Морозов, Нугзар Мшвениерадзе, Сергей Наумов, Игорь Росляков, Николай Шарафеев, А. Шеин, С. Щипицин, А. Янков. Тренер — Валерий Пушкарёв.